# 系統設定 (Linux)
系統設定（System Settings）是一個用來設定桌面的程式。顏色、樣式、快捷鍵和很多其他東西。他替代了KDE 3時代的KControl。系統設定預設有2個主分頁：適用大多數普通用戶設定的「一般」分頁，和提供更詳細系統管理的「進階」分頁。每個分頁再細分成相關聯設置模塊組成的組。非官方KDE軟體還可以在裡面加入自己的控制模組。

## 外部連結
- 系統設定 （页面存档备份，存于）